# Ecuación de Weyl
 En física, más concretamente en la teoría cuántica de campos, la ecuación de Weyl es una ecuación de ondas relativista para describir partículas de espín 1/2 sin masa llamadas fermiones de Weyl. La ecuación lleva el nombre de Hermann Weyl. Los fermiones de Weyl son uno de los tres tipos posibles de fermiones elementales, siendo los otros dos los fermiones de Dirac y Majorana.
Ninguna de las partículas elementales del modelo estándar son fermiones de Weyl. Antes de la confirmación de las oscilaciones de neutrinos, se consideró posible que el neutrino pudiera ser un fermión de Weyl (aunque ahora se espera que sea un fermión de Dirac o de Majorana). En la física de la materia condensada, algunos materiales pueden mostrar cuasipartículas que se comportan como fermiones de Weyl, lo que lleva a la noción de semimetales de Weyl .
Matemáticamente, cualquier fermión de Dirac se puede descomponer en dos fermiones de Weyl de quiralidad opuesta acoplados por el término de masa.

## Historia
La ecuación de Dirac, fue publicada en 1928 por Paul Dirac, describiendo por primera vez partículas de espín ½ en el marco de la mecánica cuántica relativista. El matemático y físico matemático alemán Hermann Weyl publicó su ecuación en 1929 como una versión simplificada de la ecuación de Dirac. Wolfgang Pauli se posicionó en 1933 contra la ecuación de Weyl porque violaba la paridad. Sin embargo, tres años antes, Pauli había predicho la existencia de un nuevo fermión elemental, el neutrino, para explicar la desintegración beta, que finalmente se describió utilizando la misma ecuación.
En 1937, Conyers Herring propuso que los fermiones de Weyl pueden existir como cuasipartículas en la materia condensada.
Los neutrinos finalmente se confirmaron en 1956 como partículas con masas que se desvanecen. Ese mismo año, el experimento de Wu mostró que la interacción débil violaba la paridad. Poco después se produjo el descubrimiento experimental de la helicidad fija del neutrino en 1958. Además, como los experimentos no mostraron signos de una masa de neutrinos, resurgió el interés en la ecuación de Weyl. Por lo tanto, el modelo estándar se construyó bajo el supuesto de que los neutrinos eran fermiones de Weyl.
Mientras que el físico italiano Bruno Pontecorvo había propuesto en 1957 la posibilidad de masas de neutrinos y oscilaciones de neutrinos ,  no fue hasta 1998 que Super-Kamiokande finalmente confirmó su existencia. Este descubrimiento confirmó que la ecuación de Weyl no puede describir completamente la propagación de los neutrinos.
En 2015, el primer semimetal de Weyl se demostró experimentalmente en arseniuro de tantalio cristalino ({\displaystyle {\ce {TaAs}}}) por la colaboración de los equipos de MZ Hasan (Universidad de Princeton) y H. Ding (Academia China de las Ciencias). Independientemente, el mismo año, el equipo de M. Soljačić (Instituto de Tecnología de Massachusetts) también observó una excitación tipo Weyl en cristales fotónicos.

## Ecuación
La ecuación de Weyl puede darse de dos formas. La forma dextrógira se puede escribir de la siguiente manera:   
{\displaystyle \sigma ^{\mu }\partial _{\mu }\psi =0}
Desarrollando esta ecuación e insertando {\displaystyle c}, la velocidad de la luz, se convierte en
{\displaystyle I_{2}{\frac {1}{c}}{\frac {\partial \psi }{\partial t}}+\sigma _{x}{\frac {\partial \psi }{\partial x}}+\sigma _{y}{\frac {\partial \psi }{\partial y}}+\sigma _{z}{\frac {\partial \psi }{\partial z}}=0}
dónde
{\displaystyle \sigma ^{\mu }={\begin{pmatrix}\sigma ^{0}&\sigma ^{1}&\sigma ^{2}&\sigma ^{3}\end{pmatrix}}={\begin{pmatrix}I_{2}&\sigma _{x}&\sigma _{y}&\sigma _{z}\end{pmatrix}}}
es un vector cuyas componentes son la matriz identidad 2×2 {\displaystyle I_{2}} para{\displaystyle \mu =0} y las matrices de Pauli para {\displaystyle \mu =1,2,3,} y {\displaystyle \psi } es la función de onda, uno de los espinores de Weyl. La forma de la parte dextrógira de la ecuación de Weyl generalmente se escribe como:
{\displaystyle {\bar {\sigma }}^{\mu }\partial _{\mu }\psi =0}
dónde
{\displaystyle {\bar {\sigma }}^{\mu }={\begin{pmatrix}I_{2}&-\sigma _{x}&-\sigma _{y}&-\sigma _{z}\end{pmatrix}}~.}
Las soluciones de las ecuaciones de Weyl para dextrógiros y levógiros son diferentes: tienen helicidad y quiralidad dextrógira y levógira, respectivamente. Es conveniente indicarlo explícitamente, de la siguiente manera: {\displaystyle \sigma ^{\mu }\partial _{\mu }\psi _{\rm {R}}=0} y {\displaystyle {\bar {\sigma }}^{\mu }\partial _{\mu }\psi _{\rm {L}}=0~.}

## Soluciones de ondas planas
Las soluciones de onda plana de la ecuación de Weyl se denominan espinores de Weyl levógiros y dextrógiros, cada uno con dos componentes. Ambos tienen la forma
{\displaystyle \psi \left(\mathbf {r} ,t\right)={\begin{pmatrix}\psi _{1}\\\psi _{2}\\\end{pmatrix}}=\chi e^{-i(\mathbf {k} \cdot \mathbf {r} -\omega t)}=\chi e^{-i(\mathbf {p} \cdot \mathbf {r} -Et)/\hbar }} ,
donde
{\displaystyle \chi ={\begin{pmatrix}\chi _{1}\\\chi _{2}\\\end{pmatrix}}}
es un espinor de dos componentes dependiente del momento que satisface
{\displaystyle \sigma ^{\mu }p_{\mu }\chi =\left(I_{2}E-{\vec {\sigma }}\cdot {\vec {p}}\right)\chi =0}
o
{\displaystyle {\bar {\sigma }}^{\mu }p_{\mu }\chi =\left(I_{2}E+{\vec {\sigma }}\cdot {\vec {p}}\right)\chi =0} .
Por manipulación directa se obtiene que
{\displaystyle \left({\bar {\sigma }}^{\nu }p_{\nu }\right)\left(\sigma ^{\mu }p_{\mu }\right)\chi =\left(\sigma ^{\nu }p_{\nu }\right)\left({\bar {\sigma }}^{\mu }p_{\mu }\right)\chi =p_{\mu }p^{\mu }\chi =\left(E^{2}-{\vec {p}}\cdot {\vec {p}}\right)\chi =0} ,
y llegamos a que las ecuaciones corresponden a una partícula sin masa. Como resultado, la magnitud del momento {\displaystyle \mathbf {p} } se relaciona directamente con el vector de onda {\displaystyle \mathbf {k} } por las relaciones de De Broglie como:
{\displaystyle |\mathbf {p} |=\hbar |\mathbf {k} |={\frac {\hbar \omega }{c}}\,\Rightarrow \,|\mathbf {k} |={\frac {\omega }{c}}}
La ecuación se puede escribir en términos de espinores levógiros y dextrógiros como:
{\displaystyle {\begin{aligned}\sigma ^{\mu }\partial _{\mu }\psi _{\rm {R}}&=0\\{\bar {\sigma }}^{\mu }\partial _{\mu }\psi _{\rm {L}}&=0\end{aligned}}}

### Helicidad
Las componentes izquierda y derecha corresponden a la helicidad {\displaystyle \lambda } de las partículas, la proyección del operador de momento angular {\displaystyle \mathbf {J} } sobre el momento lineal {\displaystyle \mathbf {p} } :
{\displaystyle \mathbf {p} \cdot \mathbf {J} \left|\mathbf {p} ,\lambda \right\rangle =\lambda |\mathbf {p} |\left|\mathbf {p} ,\lambda \right\rangle }
donde {\textstyle \lambda =\pm {\frac {1}{2}}~.}

## Invariancia Lorentz
Ambas ecuaciones son invariantes Lorentz bajo la transformación de Lorentz {\displaystyle x\mapsto x^{\prime }=\Lambda x} dónde {\displaystyle \Lambda \in \mathrm {SO} (1,3)~.} Más precisamente, las ecuaciones se transforman como
{\displaystyle \sigma ^{\mu }{\frac {\partial }{\partial x^{\mu }}}\psi _{\rm {R}}(x)\mapsto \sigma ^{\mu }{\frac {\partial }{\partial x^{\prime \mu }}}\psi _{\rm {R}}^{\prime }\left(x^{\prime }\right)=\left(S^{-1}\right)^{\dagger }\sigma ^{\mu }{\frac {\partial }{\partial x^{\mu }}}\psi _{\rm {R}}(x)}
dónde {\displaystyle S^{\dagger }} es la transpuesta conjugada, siempre que el campo dextrógiro se transforme como
{\displaystyle \psi _{\rm {R}}(x)\mapsto \psi _{\rm {R}}^{\prime }\left(x^{\prime }\right)=S\psi _{\rm {R}}(x)}
La matriz {\displaystyle S\in SL(2,\mathbb {C} )} está relacionado con la transformación de Lorentz por medio del doble recubrimiento del grupo de Lorentz por el grupo lineal especial {\displaystyle \mathrm {SL} (2,\mathbb {C} )} dada por
{\displaystyle \sigma _{\mu }{\Lambda ^{\mu }}_{\nu }=\left(S^{-1}\right)^{\dagger }\sigma _{\nu }S^{-1}}
Por lo tanto, si el diferencial no transformado se anula en un marco de Lorentz, también se anula en otro. Similarmente
{\displaystyle {\overline {\sigma }}^{\mu }{\frac {\partial }{\partial x^{\mu }}}\psi _{\rm {L}}(x)\mapsto {\overline {\sigma }}^{\mu }{\frac {\partial }{\partial x^{\prime \mu }}}\psi _{\rm {L}}^{\prime }\left(x^{\prime }\right)=S{\overline {\sigma }}^{\mu }{\frac {\partial }{\partial x^{\mu }}}\psi _{\rm {L}}(x)}
siempre que el campo de la mano izquierda se transforme como
{\displaystyle \psi _{\rm {L}}(x)\mapsto \psi _{\rm {L}}^{\prime }\left(x^{\prime }\right)=\left(S^{\dagger }\right)^{-1}\psi _{\rm {L}}(x)~.}
Prueba: Ninguna de estas propiedades de transformación son de ninguna manera "obvias", por lo que merecen una derivación cuidadosa. Comenzamos por
{\displaystyle \psi _{\rm {R}}(x)\mapsto \psi _{\rm {R}}^{\prime }\left(x^{\prime }\right)=R\psi _{\rm {R}}(x)}
para algún {\displaystyle R\in \mathrm {SL} (2,\mathbb {C} )} a determinar. La transformación de Lorentz, en coordenadas, es
{\displaystyle x^{\prime \mu }={\Lambda ^{\mu }}_{\nu }x^{\nu }}
o equivalente,
{\displaystyle x^{\nu }={\left(\Lambda ^{-1}\right)^{\nu }}_{\mu }x^{\prime \mu }}
Esto lleva a
{\displaystyle {\begin{aligned}\sigma ^{\mu }\partial _{\mu }^{\prime }\psi _{\rm {R}}^{\prime }\left(x^{\prime }\right)&=\sigma ^{\mu }{\frac {\partial }{\partial x^{\prime \mu }}}\psi _{\rm {R}}^{\prime }\left(x^{\prime }\right)\\&=\sigma ^{\mu }{\frac {\partial x^{\nu }}{\partial x^{\prime \mu }}}{\frac {\partial }{\partial x^{\nu }}}R\psi _{\rm {R}}(x)\\&=\sigma ^{\mu }{\left(\Lambda ^{-1}\right)^{\nu }}_{\mu }{\frac {\partial }{\partial x^{\nu }}}R\psi _{\rm {R}}(x)\\&=\sigma ^{\mu }{\left(\Lambda ^{-1}\right)^{\nu }}_{\mu }\partial _{\nu }R\psi _{\rm {R}}(x)\end{aligned}}}
Para hacer uso del mapa de Weyl
{\displaystyle \sigma _{\mu }{\Lambda ^{\mu }}_{\nu }=\left(S^{-1}\right)^{\dagger }\sigma _{\nu }S^{-1}}
algunos índices deben subirse y bajarse. Esto es más fácil decirlo que hacerlo, ya que invoca la identidad
{\displaystyle \eta \Lambda ^{\mathsf {T}}\eta =\Lambda ^{-1}}
dónde {\displaystyle \eta ={\mbox{diag}}(+1,-1,-1,-1)} es la métrica de Minkowski de espacio plano. La identidad anterior se usa a menudo para definir los elementos {\displaystyle \Lambda \in \mathrm {SO} (1,3).} Uno toma la transposición:
{\displaystyle {\left(\Lambda ^{-1}\right)^{\nu }}_{\mu }={\left(\Lambda ^{-1{\mathsf {T}}}\right)_{\mu }}^{\nu }}
para escribir
{\displaystyle {\begin{aligned}\sigma ^{\mu }{\left(\Lambda ^{-1}\right)^{\nu }}_{\mu }\partial _{\nu }R\psi _{\rm {R}}(x)&=\sigma ^{\mu }{\left(\Lambda ^{-1{\mathsf {T}}}\right)_{\mu }}^{\nu }\partial _{\nu }R\psi _{\rm {R}}(x)\\&=\sigma _{\mu }{\Lambda ^{\mu }}_{\nu }\partial ^{\nu }R\psi _{\rm {R}}(x)\\&=\left(S^{-1}\right)^{\dagger }\sigma _{\mu }\partial ^{\mu }S^{-1}R\psi _{\rm {R}}(x)\end{aligned}}}
Se recupera así la forma original si {\displaystyle S^{-1}R=1,} eso es, {\displaystyle R=S.} Realizando las mismas manipulaciones para la ecuación levógira, se concluye que
{\displaystyle \psi _{\rm {L}}(x)\mapsto \psi _{\rm {L}}^{\prime }\left(x^{\prime }\right)=L\psi _{\rm {L}}(x)}
con {\displaystyle L=\left(S^{\dagger }\right)^{-1}.}

### Relación con Majorana
La ecuación de Weyl se interpreta convencionalmente como una partícula sin masa. Sin embargo, con una ligera alteración, se puede obtener una versión de dos componentes de la ecuación de Majorana. Esto surge porque el grupo lineal especial {\displaystyle \mathrm {SL} (2,\mathbb {C} )} es isomorfo al grupo simpléctico {\displaystyle \mathrm {Sp} (2,\mathbb {C} )~.} El grupo simpléctico se define como el conjunto de todas las matrices complejas de 2×2 que satisfacen
{\displaystyle S^{\mathsf {T}}\omega S=\omega }
dónde
{\displaystyle \omega =i\sigma _{2}={\begin{bmatrix}0&1\\-1&0\end{bmatrix}}}
La definición se puede reescribir como {\displaystyle \omega S^{*}=\left(S^{\dagger }\right)^{-1}\omega } dónde {\displaystyle S^{*}} es el complejo conjugado . El campo dextrógiro, como se señaló anteriormente, se transforma como
{\displaystyle \psi _{\rm {R}}(x)\mapsto \psi _{\rm {R}}^{\prime }\left(x^{\prime }\right)=S\psi _{\rm {R}}(x)}
y por lo tanto el campo conjugado complejo se transforma como
{\displaystyle \psi _{\rm {R}}^{*}(x)\mapsto \psi _{\rm {R}}^{\prime *}\left(x^{\prime }\right)=S^{*}\psi _{\rm {R}}^{*}(x)}
Aplicando la definición, se concluye que
{\displaystyle m\omega \psi _{\rm {R}}^{*}(x)\mapsto m\omega \psi _{\rm {R}}^{\prime *}\left(x^{\prime }\right)=\left(S^{\dagger }\right)^{-1}m\omega \psi _{\rm {R}}^{*}(x)}
que es exactamente la misma propiedad de covarianza de Lorentz mencionada anteriormente. Por lo tanto, la combinación lineal, usando un factor de fase complejo arbitrario {\displaystyle \eta =e^{i\phi }}
{\displaystyle i\sigma ^{\mu }\partial _{\mu }\psi _{\rm {R}}(x)+\eta m\omega \psi _{\rm {R}}^{*}(x)}
se transforma de forma covariante; igualando esta expresión a cero da la ecuación compleja de Majorana de dos componentes. La ecuación de Majorana se escribe convencionalmente como una ecuación real de cuatro componentes, en lugar de una ecuación compleja de dos componentes; la expresión anterior se puede poner en forma de cuatro componentes. De manera similar, la ecuación de Majorana quiral levógira (que incluye un factor de fase arbitrario {\displaystyle \zeta }) es
{\displaystyle i{\overline {\sigma }}^{\mu }\partial _{\mu }\psi _{\rm {L}}(x)+\zeta m\omega \psi _{\rm {L}}^{*}(x)=0}
Como se señaló anteriormente, las versiones quirales levógira y dextrógira están relacionadas por una transformación de paridad. El complejo sesgado conjugado {\displaystyle \omega \psi ^{*}=i\sigma ^{2}\psi } puede reconocerse como la forma conjugada de carga de {\displaystyle \psi ~.} Por lo tanto, la ecuación de Majorana se puede leer como una ecuación que conecta un espinor con su forma conjugada de carga. Las dos fases distintas en el término de masa están relacionadas con los dos valores propios distintos del operador de conjugación de carga; véanse los artículos sobre conjugación de carga y la ecuación de Majorana para más detalles.
Definamos un par de operadores, los operadores de Majorana,
{\displaystyle D_{\rm {L}}=i{\overline {\sigma }}^{\mu }\partial _{\mu }+\zeta m\omega K\qquad D_{\rm {R}}=i\sigma ^{\mu }\partial _{\mu }+\eta m\omega K}
donde {\displaystyle K} es un recordatorio abreviado para tomar el complejo conjugado. Bajo las transformaciones de Lorentz, estos se transforman como
{\displaystyle D_{\rm {L}}\mapsto D_{\rm {L}}^{\prime }=SD_{\rm {L}}S^{\dagger }\qquad D_{\rm {R}}\mapsto D_{\rm {R}}^{\prime }=\left(S^{\dagger }\right)^{-1}D_{\rm {R}}S^{-1}}
mientras que los espinores de Weyl se transforman como
{\displaystyle \psi _{\rm {L}}\mapsto \psi _{\rm {L}}^{\prime }=\left(S^{\dagger }\right)^{-1}\psi _{\rm {L}}\qquad \psi _{\rm {R}}\mapsto \psi _{\rm {R}}^{\prime }=S\psi _{\rm {R}}}
igual que arriba. Por lo tanto, las combinaciones emparejadas de estos son covariantes de Lorentz, y uno puede tomar
{\displaystyle D_{\rm {L}}\psi _{\rm {L}}=0\qquad D_{\rm {R}}\psi _{\rm {R}}=0}
como un par de ecuaciones complejas de Majorana de 2 espinores.
Los productos {\displaystyle D_{\rm {L}}D_{\rm {R}}} y {\displaystyle D_{\rm {R}}D_{\rm {L}}} ambos son covariantes de Lorentz. El producto es explícitamente
{\displaystyle D_{\rm {R}}D_{\rm {L}}=\left(i\sigma ^{\mu }\partial _{\mu }+\eta m\omega K\right)\left(i{\overline {\sigma }}^{\mu }\partial _{\mu }+\zeta m\omega K\right)=-\left(\partial _{t}^{2}-{\vec {\nabla }}\cdot {\vec {\nabla }}+\eta \zeta ^{*}m^{2}\right)=-\left(\square +\eta \zeta ^{*}m^{2}\right)}
Verificar esto requiere tener en cuenta que {\displaystyle \omega ^{2}=-1} y que {\displaystyle Ki=-iK~.} El lado derecho de la ecuación se reduce al operador de Klein-Gordon siempre que {\displaystyle \eta \zeta ^{*}=1}, eso es {\displaystyle \eta =\zeta ~.} Estos dos operadores de Majorana son, por tanto, "raíces cuadradas" del operador de Klein-Gordon.

## Densidades lagrangianas
Las ecuaciones se obtienen a partir de las densidades lagrangianas
{\displaystyle {\mathcal {L}}=i\psi _{\rm {R}}^{\dagger }\sigma ^{\mu }\partial _{\mu }\psi _{\rm {R}}~,}
{\displaystyle {\mathcal {L}}=i\psi _{\rm {L}}^{\dagger }{\bar {\sigma }}^{\mu }\partial _{\mu }\psi _{\rm {L}}~.}
Al tratar el espinor y su conjugado (indicado por {\displaystyle \dagger } ) como variables independientes, se obtiene la correspondiente ecuación de Weyl.

## Espinores de Weyl
El término espinor de Weyl también se usa con frecuencia en un entorno más general, como un elemento de un álgebra de Clifford. Esto está estrechamente relacionado con las soluciones dadas anteriormente y da una interpretación geométrica natural a los espinores como objetos geométricos que viven en una variedad. Esta configuración general tiene múltiples puntos fuertes: aclara su interpretación como fermiones en física y muestra con precisión cómo definir el espín en la relatividad general o, de hecho, para cualquier variedad Riemanniana o variedad pseudo-Riemanniana. Esto se esboza informalmente de la siguiente manera.
La ecuación de Weyl es invariante bajo la acción del grupo de Lorentz . Esto significa que cuando que se aplican boosts y rotaciones la forma de la ecuación en sí no cambia. Sin embargo, la forma del espinor {\displaystyle \psi } sí que cambia. Ignorando por completo el espacio-tiempo, el álgebra de los espinores se describe mediante un álgebra de Clifford (compleja). Los espinores se transforman bajo la acción del grupo de espín. Esto es completamente análogo a los vectores y cómo se transforma bajo el grupo de rotación, excepto que ahora se ha adaptado al caso de los espinores.
Dada una variedad pseudo-riemanniana arbitraria {\displaystyle M} de dimensión {\displaystyle (p,q)}, se puede considerar su fibrado tangente {\displaystyle TM} . En cualquier punto {\displaystyle x\in M,} el espacio tangente {\displaystyle T_{x}M} es un espacio vectorial de dimensión {\displaystyle (p,q)}. Dado este espacio vectorial, se puede construir el álgebra de Clifford {\displaystyle \mathrm {Cl} (p,q)} en él. Si {\displaystyle \{e_{i}\}} son una base de espacio vectorial en {\displaystyle T_{x}M}, uno puede construir un par de espinores de Weyl como
{\displaystyle w_{j}={\frac {1}{\sqrt {2}}}\left(e_{2j}+ie_{2j+1}\right)}
y
{\displaystyle w_{j}^{*}={\frac {1}{\sqrt {2}}}\left(e_{2j}-ie_{2j+1}\right)}
Cuando se examinan adecuadamente en el ámbito del álgebra de Clifford, estos son anticonmutantes, es decir, {\displaystyle w_{j}w_{m}=-w_{m}w_{j}~.} Esto puede interpretarse como la realización matemática del principio de exclusión de Pauli, lo que permite que estas estructuras formales definidas de manera abstracta se interpreten como fermiones. Para el  espacio-tiempo de Minkowski de dimensiones {\displaystyle (p,q)=(1,3)}, solo hay dos espinores posibles, por convención etiquetados como "levógiro" y "dextrógiro", como se describe anteriormente. Se puede encontrar una presentación general más formal de los espinores de Weyl en el artículo sobre el grupo de espín .
La forma relativista general abstracta de la ecuación de Weyl se puede entender de la siguiente manera: dada una variedad pseudo-Riemanniana {\displaystyle M,} uno construye un fibrado sobre él, con el grupo de espín como fibra. el grupo de spin {\displaystyle \mathrm {Spin} (p,q)} es un recubrimiento doble del grupo ortogonal especial {\displaystyle \mathrm {SO} (p,q)}, y así uno puede identificar el grupo de espín en forma de fibra con el haz de marco sobre {\displaystyle M~.} Cuando se hace esto, la estructura resultante se denomina estructura de espín .
La selección de un único punto en el fibrado corresponde a la selección de un marco de coordenadas local para el espacio tiempo; dos puntos diferentes en la fibra están relacionados por un aumento/rotación (Lorentz), es decir, por un cambio local de coordenadas. Los componentes naturales de la estructura de espín son los espinores de Weyl, ya que la estructura de espín describe completamente cómo se comportan los espinores bajo aumentos/rotaciones (Lorentz).
Dada una variedad de espín, el análogo de la conexión métrica es la conexión de espín, que es efectivamente "lo mismo" que la conexión normal, sólo que con índices de espín unidos a ella de forma coherente. La derivada covariante puede definirse en términos de la conexión de una forma totalmente convencional. Actúa de forma natural sobre el haz de Clifford, que es el espacio en el que viven los espinores. La exploración general de estas estructuras y sus relaciones se denomina geometría de espín.

### Casos especiales
Hay tres casos especiales importantes que se pueden construir a partir de los espinores de Weyl. Uno es el espinor de Dirac, que puede tomarse como un par de espinores de Weyl, uno levógiro y otro dextrógiro. Estos están acoplados entre sí de tal manera que representan un campo de fermiones cargado eléctricamente. La carga eléctrica surge porque el campo de Dirac se transforma bajo la acción del grupo de espín complejo. {\displaystyle \mathrm {Spin} ^{\mathbb {C} }(p,q).} Este grupo tiene la estructura
{\displaystyle \mathrm {Spin} ^{\mathbb {C} }(p,q)\cong \mathrm {Spin} (p,q)\times _{\mathbb {Z} _{2}}S^{1}}
donde {\displaystyle S^{1}\cong \mathrm {U} (1)} es el círculo, y se puede identificar con el grupo {\displaystyle \mathrm {U} (1)} de electromagnetismo . El producto {\displaystyle \times _{\mathbb {Z} _{2}}} es solo una notación compacta que denota el producto {\displaystyle \mathrm {Spin} (p,q)\times S^{1}} con puntos opuestos {\displaystyle (s,u)=(-s,-u)} identificado (una doble cubierta).
El espinor de Majorana es nuevamente un par de espinores de Weyl, pero esta vez dispuestos de manera que el espinor levógiro es elconjugado de carga del espinor dextrógiro. El resultado es un campo con dos grados de libertad menos que el espinor de Dirac. No puede interactuar con el campo electromagnético, ya que se transforma en un escalar bajo la acción del {\displaystyle \mathrm {spin} ^{\mathbb {C} }} grupo. Es decir, se transforma como un espinor, pero transversalmente, de tal manera que es invariante bajo la acción  {\displaystyle \mathrm {U} (1)} del grupo de espín.
El tercer caso especial es el espinor ELKO, construido de manera similar al espinor Majorana, excepto con un signo menos adicional entre el par conjugado de carga. Esto nuevamente lo vuelve eléctricamente neutro, pero introduce una serie de otras propiedades bastante sorprendentes.

## Para saber más
- McMahon, D. (2008). Quantum Field Theory Demystified. USA: McGraw-Hill. ISBN 978-0-07-154382-8.
- Martin, B.R.; Shaw, G. (2008). Particle Physics. Manchester Physics (2nd edición). John Wiley & Sons. ISBN 978-0-470-03294-7.
  - Martin, Brian R.; Shaw, Graham (2013). Particle Physics (3rd edición). ISBN 9781118681664.
- LaBelle, P. (2010). Supersymmetry Demystified. USA: McGraw-Hill. ISBN 978-0-07-163641-4.
- Penrose, Roger (2007). The Road to Reality. Vintage Books. ISBN 978-0-679-77631-4.
- Johnston, Hamish (23 de julio de 2015). «Weyl fermions are spotted at long last». Physics World. Consultado el 22 de noviembre de 2018.
- Ciudad, David (20 de agosto de 2015). «Massless yet real». Nature Materials 14 (9): 863. ISSN 1476-1122. PMID 26288972. doi:10.1038/nmat4411.
- Jia, Shuang; Xu, Su-Yang; Hasan, M. Zahid (25 de octubre de 2016). «Weyl semimetals, Fermi arcs and chiral anomaly». Nature Materials 15 (11): 1140-1144. Bibcode:2016NatMa..15.1140J. PMID 27777402. arXiv:1612.00416. doi:10.1038/nmat4787.